# 東部發電廠龍澗機組
東部發電廠龍澗機組，為一座位於臺灣花蓮縣秀林鄉的水力發電廠，該發電廠由台灣電力公司東部發電廠所管轄，舊稱為龍澗發電廠或龍澗電廠，自2001年台電公司內部組織改造後，全名改名為台灣電力股份有限公司東部發電廠龍澗機組。龍澗機組係利用木瓜溪支流龍溪（巴托蘭溪）之溪水發電，有效落差高達855公尺，最大落差達895公尺，是目前亞洲最高落差的水力發電廠，也是臺灣東部發電量最大的水力發電廠。「龍澗」之名源自於日語「瀧見」，日語的漢字「瀧」為瀑布之意，「瀧見」即「觀瀑」。

## 沿革
龍澗發電廠為台電公司於1950年代推動的木瓜溪流域發電廠之興建工程中的其中一座水力發電廠，該發電廠於1952年，立霧發電廠完工後，同年9月成立銅門工程處，開始初步執行計劃，而龍澗發電廠與其上游攔水壩龍溪壩的工程則在1955年5月：開始興建。1956年：美援撥款協助龍澗水力發電工程。
龍澗廠與龍溪壩興建工程在1959年6月，正式完工啟用，然而，龍溪壩興建完工後不久，即發生罕見的地下伏流狀況，導致木瓜溪支流龍溪的溪水尚未到達龍溪壩蓄水前即沒入地底下流動，讓龍溪壩無法正常蓄水。當時台電公司為此從國外聘請相關專家針對伏流問題以混凝土灌漿方式進行抓漏，然而其成效不彰。。
混凝土灌漿抓漏失敗後，台電重新擬定計劃，於1977年推動奇萊引水工程，將在龍溪上游與木瓜溪上游的眾多支流上分別興建檜溪壩、林溪壩、奇萊壩、天長壩、磐石壩、小龍壩等水壩，並將上述水壩所擷取的溪水利用山區的導水隧道導入龍溪壩蓄水而形成龍溪調整池，以供龍澗發電廠發電，該計劃規劃完成後，即在同年開始興建。
奇萊引水工程於1984年完工啟用。
2001年5月，因應政府組織改造，「東部發電處」改組成「東部發電廠」，旗下多座發電廠亦改稱為發電機組，其中龍澗發電廠改名為東部發電廠龍澗機組。並且完成自動化遙控機組工程，在龍澗機組旁設立龍澗副控掌管龍溪機組、水簾機組、龍澗機組與其發電水壩進水口閘門開關。

## 設施
龍澗電廠係截取木瓜溪支流龍溪之水發電，壓力隧道500公尺，壓力鋼管隧道1,500公尺，地下廠房的尾水道長約700公尺，電廠廠房房頂係採用拱混凝土。機電方面，其中由西德廠商承包鋼管180餘節，一號發電機係向日本購買，二號發電機則購自ELIN公司，水車（水輪機）購自法國，主變壓器則購自日本。發電後之尾水排放入木瓜溪，可再提供給銅門發電廠發電之用。

### 機組

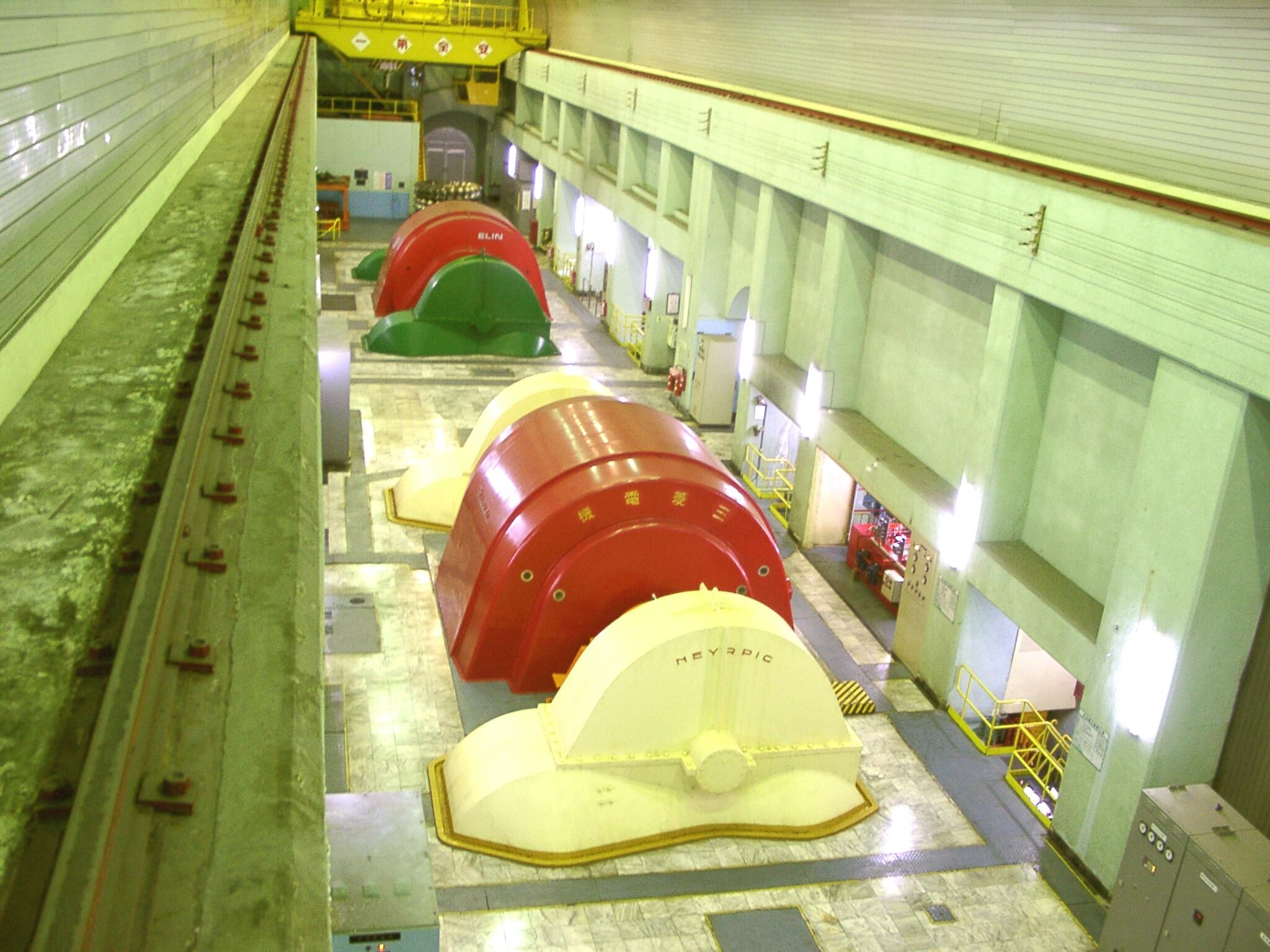
廠內的兩部機組

| 名稱   | 發電機型號             | 水輪機型號                      | 機組數量       | 發電方式 | 有效落差（公尺） | 單一機組用水量（CMS） | 容量（MW） | 位置             | 商轉日期      | 狀態   |
| ------ | ---------------------- | ------------------------------- | -------------- | -------- | ---------------- | --------------------- | ---------- | ---------------- | ------------- | ------ |
| 一號機 | 日本三菱電機製發電機   | 法國Neyrpic製橫軸佩爾頓式水輪機 | 兩動輪一發電機 | 調整池式 | 855              | 6.93CMS               | 48.6MW     | 花蓮縣秀林鄉龍澗 | 1959年6月8日  | 商轉中 |
| 二號機 | 奥地利ELIN公司製發電機 | 法國Neyrpic製橫軸佩爾頓式水輪機 | 兩動輪一發電機 | 調整池式 | 855              | 6.67CMS               | 48.6MW     | 花蓮縣秀林鄉龍澗 | 1984年9月12日 | 商轉中 |

### 管理
- 電廠名稱：東部發電廠龍澗機組
- 管理單位：臺灣電力公司東部發電廠
- 廠內編制：無（遠端遙控）

### 設施
- 廠房類型：地下式
- 取水來源：木瓜溪各支流（林溪壩、檜溪壩，奇萊壩、天長壩、磐石壩、小龍壩、龍溪壩）溪水引入龍溪調整池
- 壓力鋼管：1500公尺

## 特色
- 龍澗發電廠廠房深入地底。
- 目前亞洲最高落差的水力發電廠。
- 壓力鋼管厚達33公厘，每平方公分承受90公斤的水壓[2]。

## 圖集

### 廠區

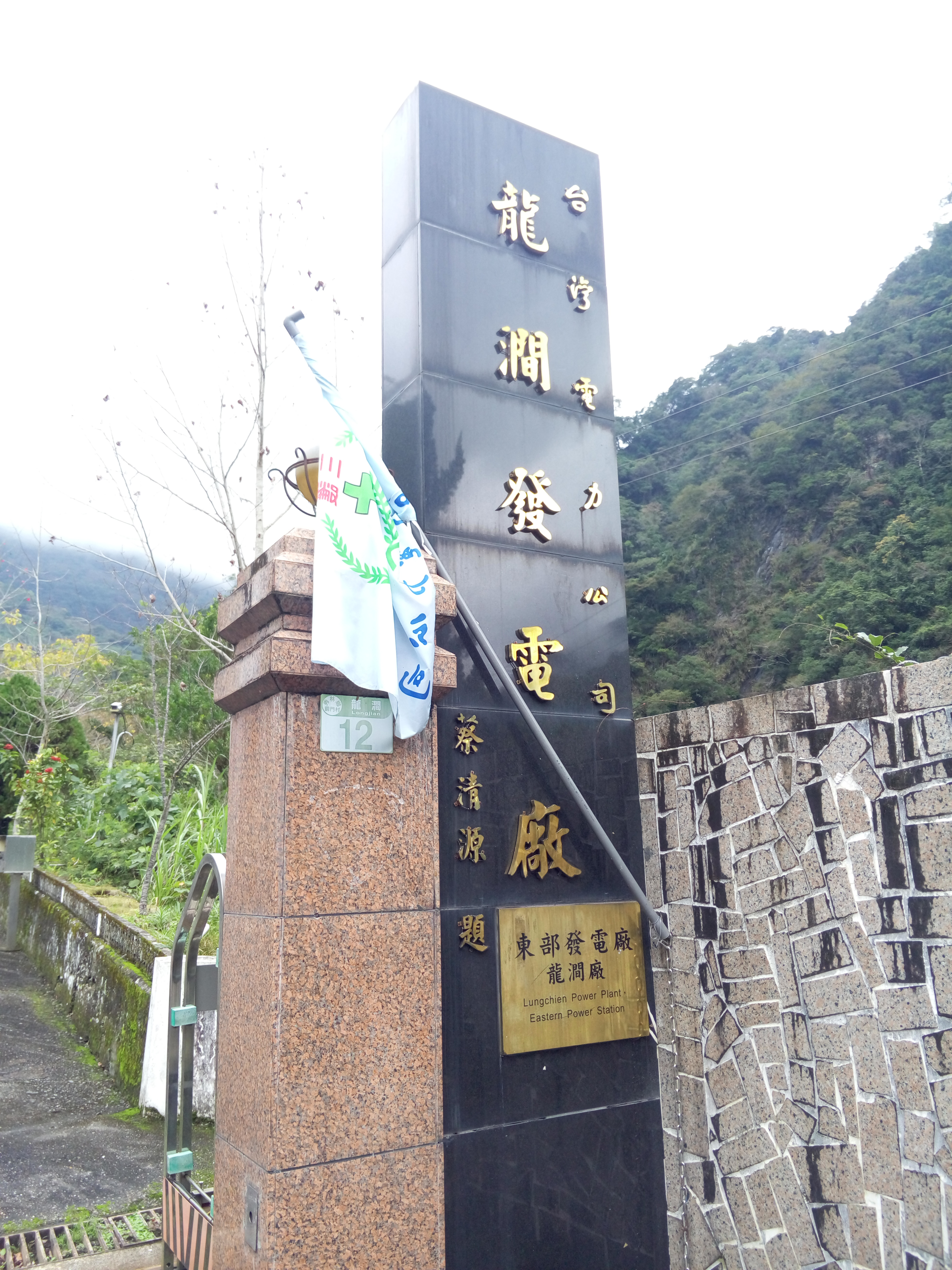
龍澗機組大門名牌
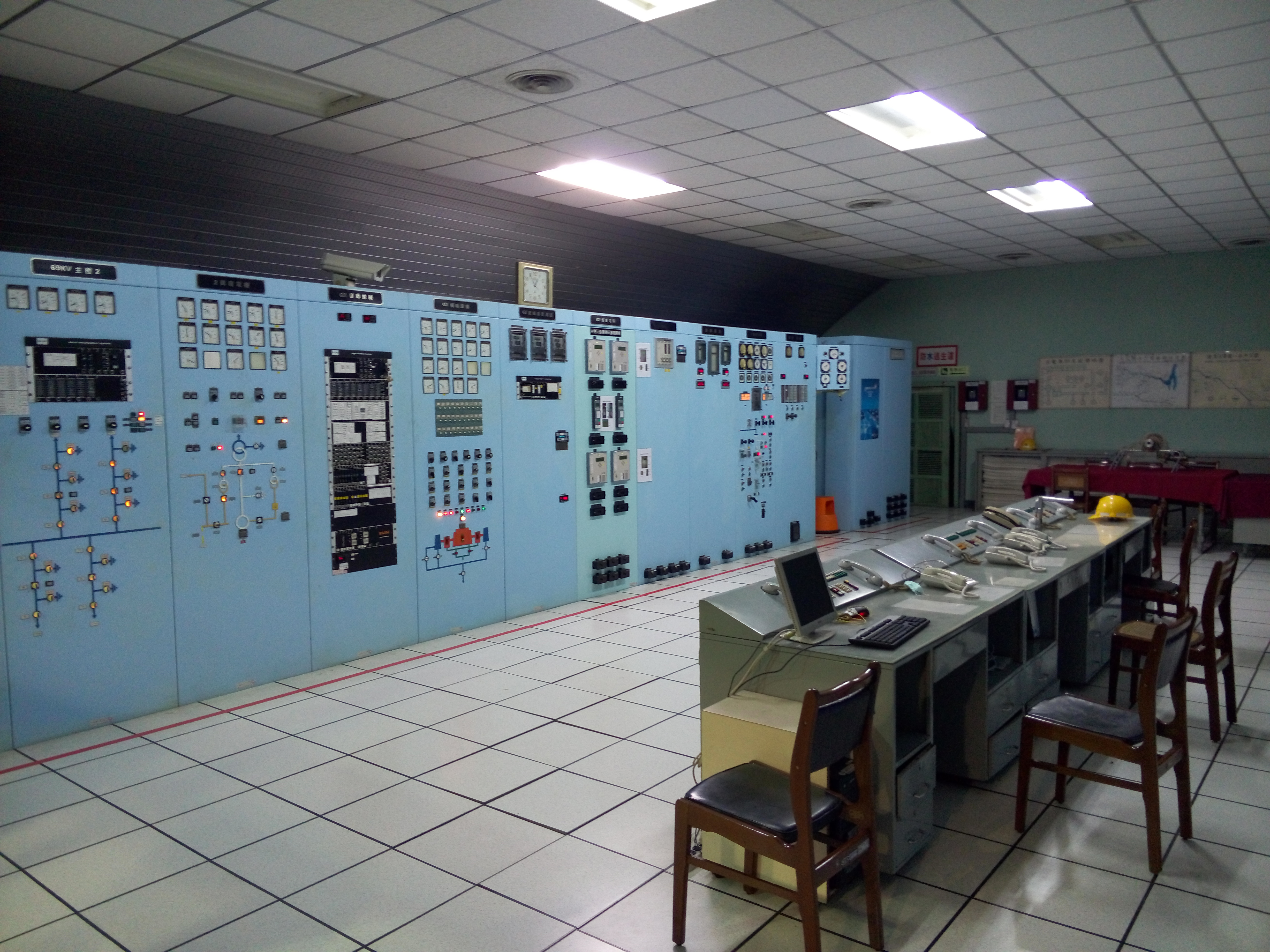
龍澗機組控制室，因廠區改為無人遠端遙控式，因此控制室內無人留守
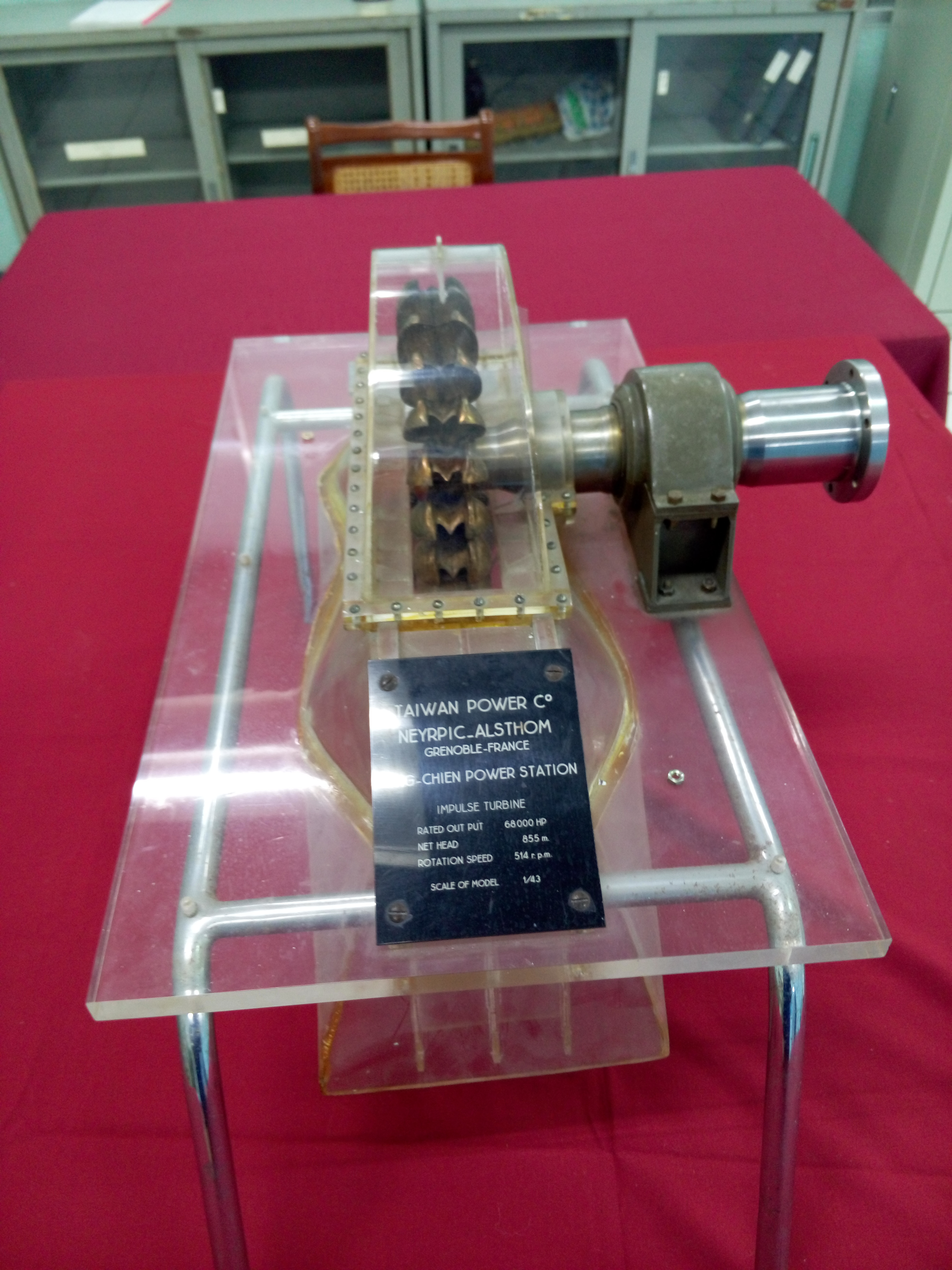
龍澗機組控制室內的小型佩爾頓式水輪機模型
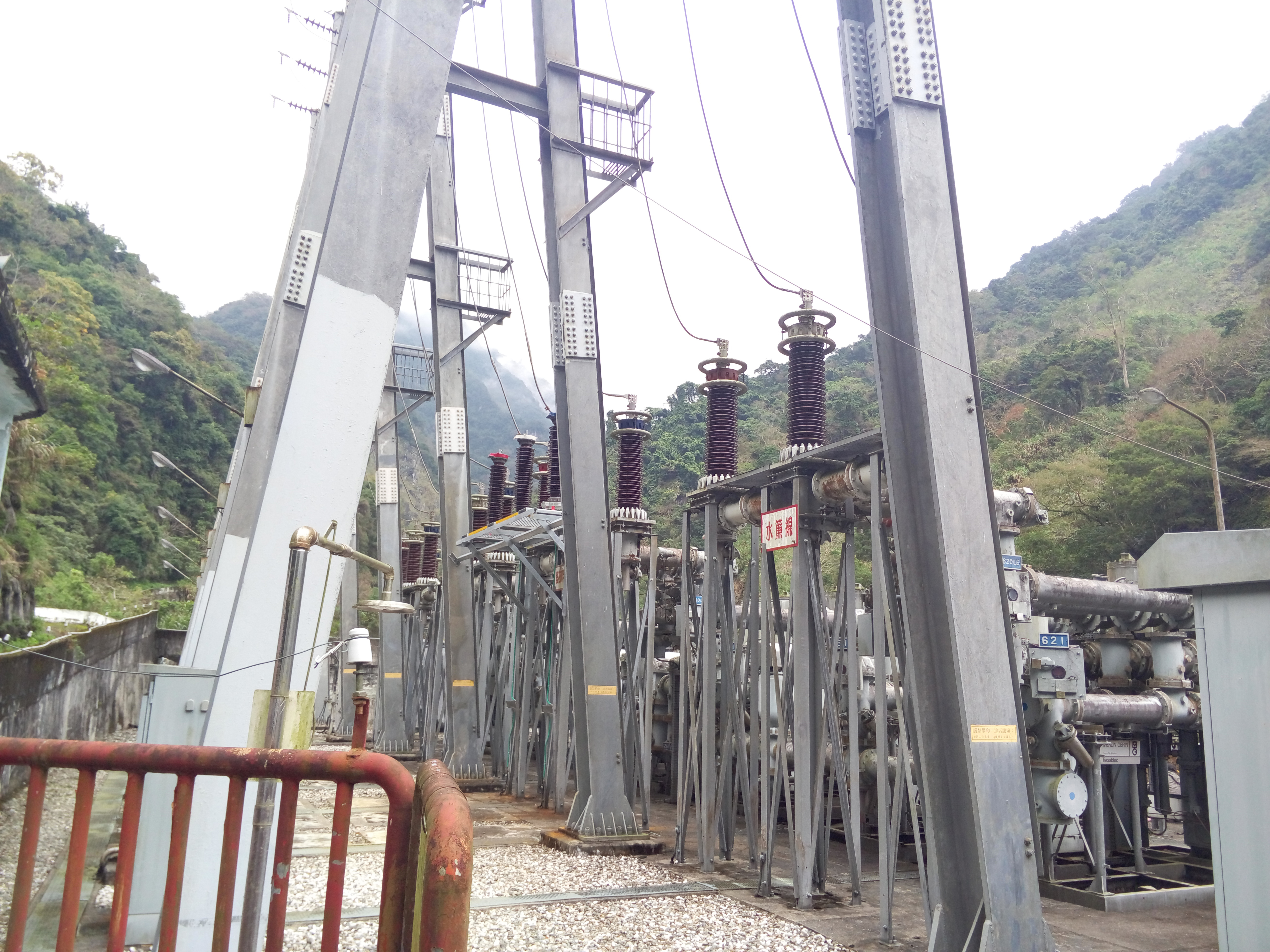
龍澗機組開關廠
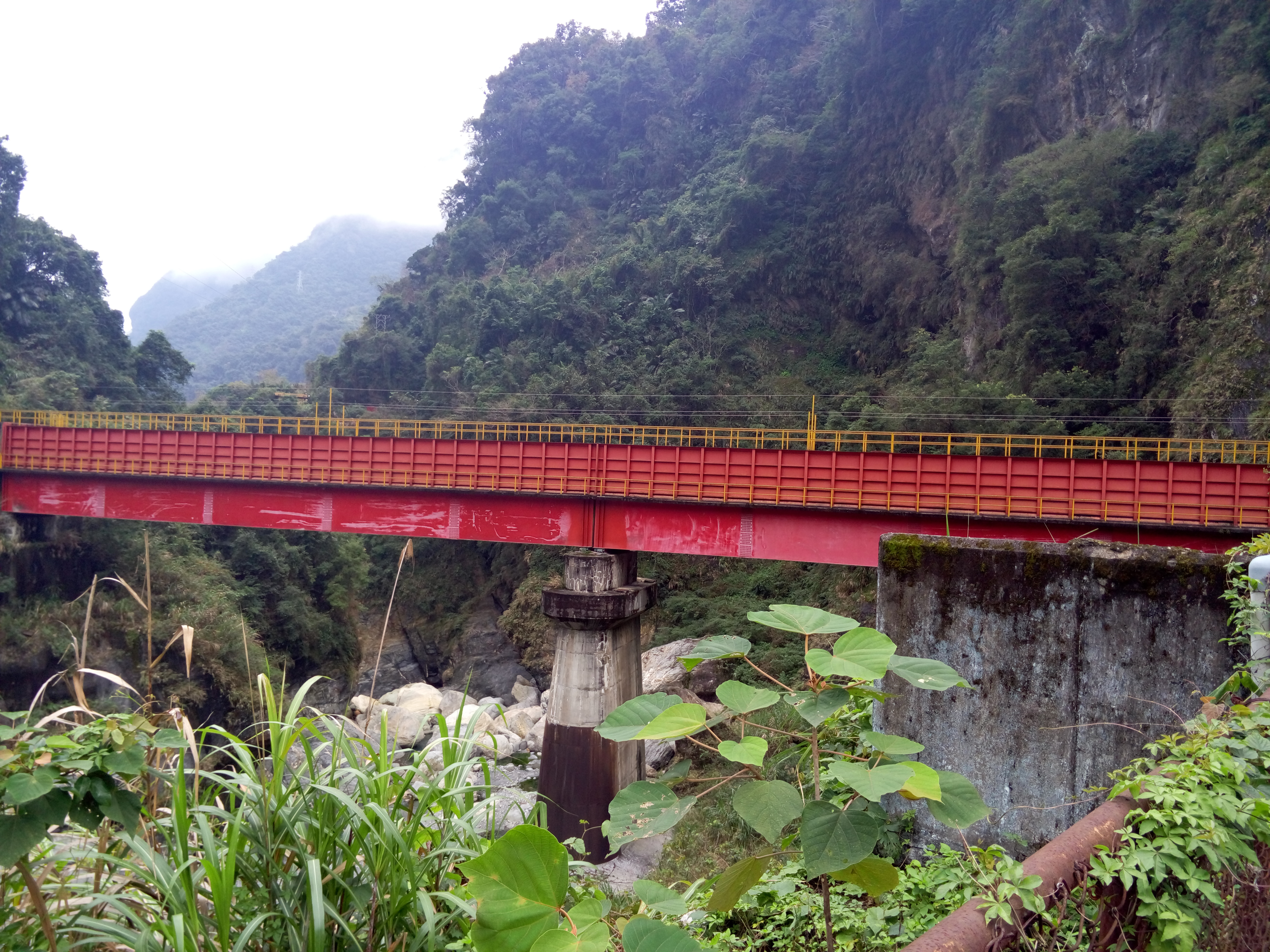
龍澗機組發電尾水過水陸橋，其尾水過橋後直接引至下游的水簾機組繼續發電使用

### 發電機

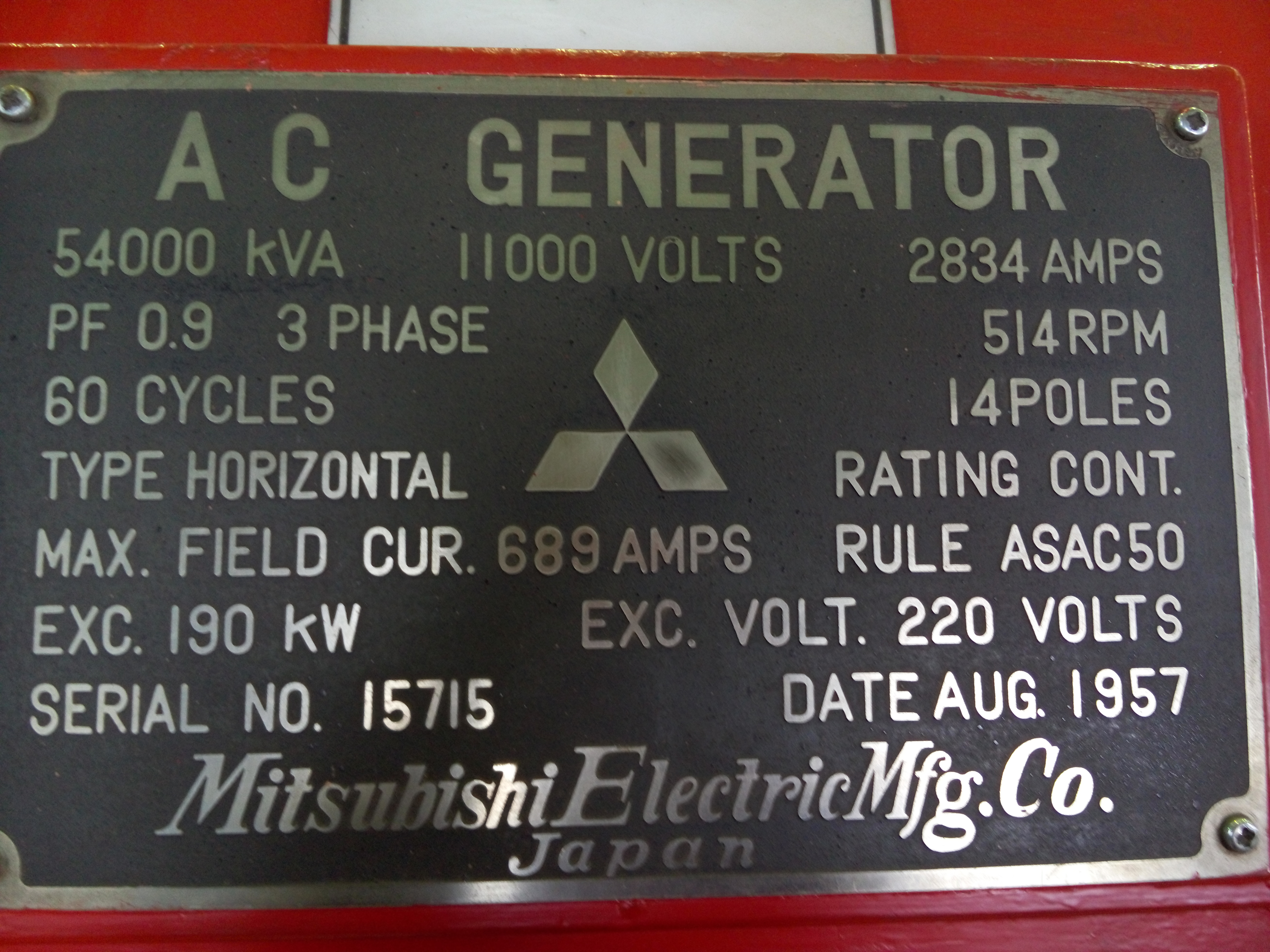
東部發電廠龍澗機組一號發電機名牌，日本三菱重工製
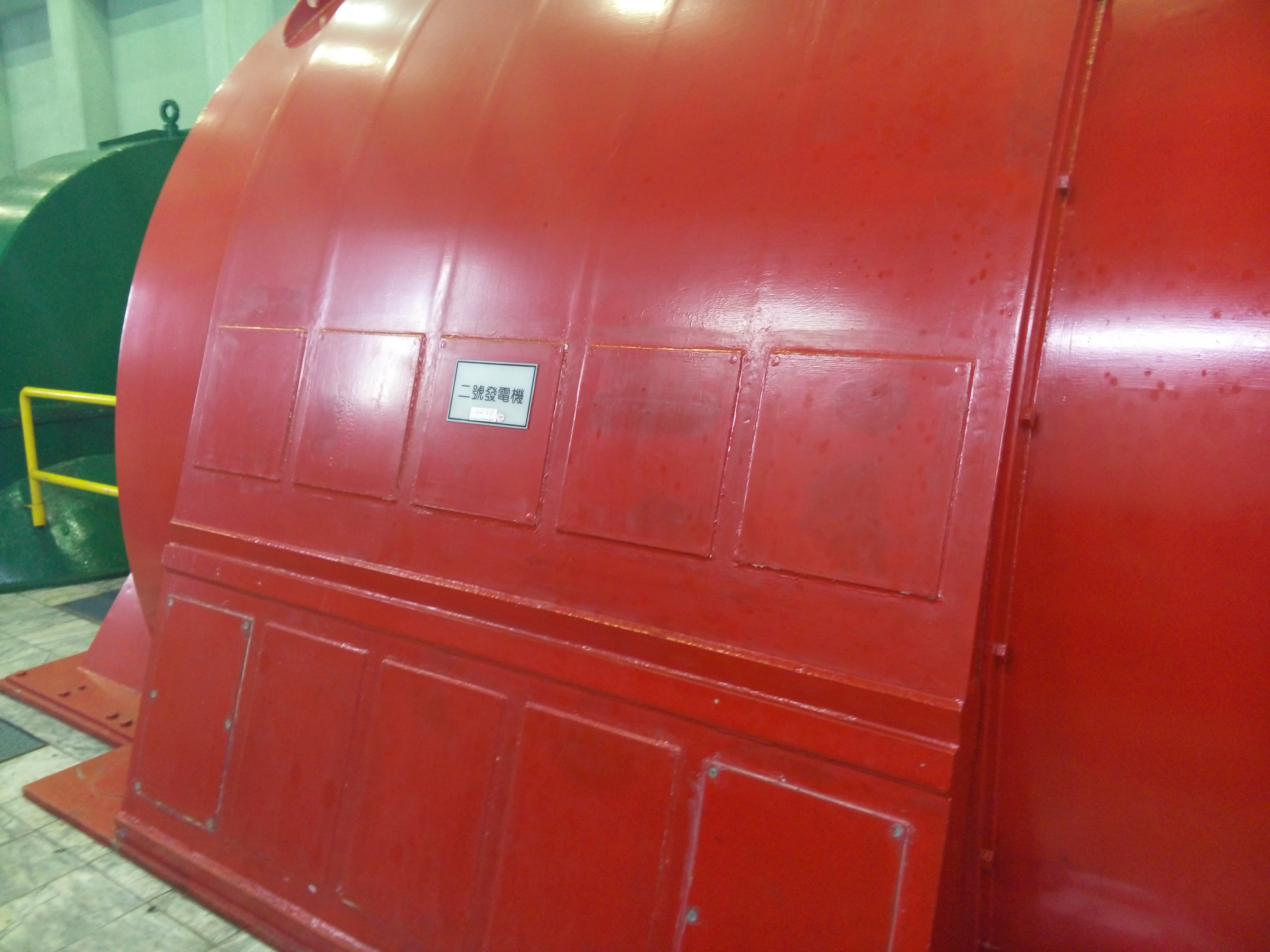
龍澗機組二號發電機外殼，ELIN公司製

### 水輪機

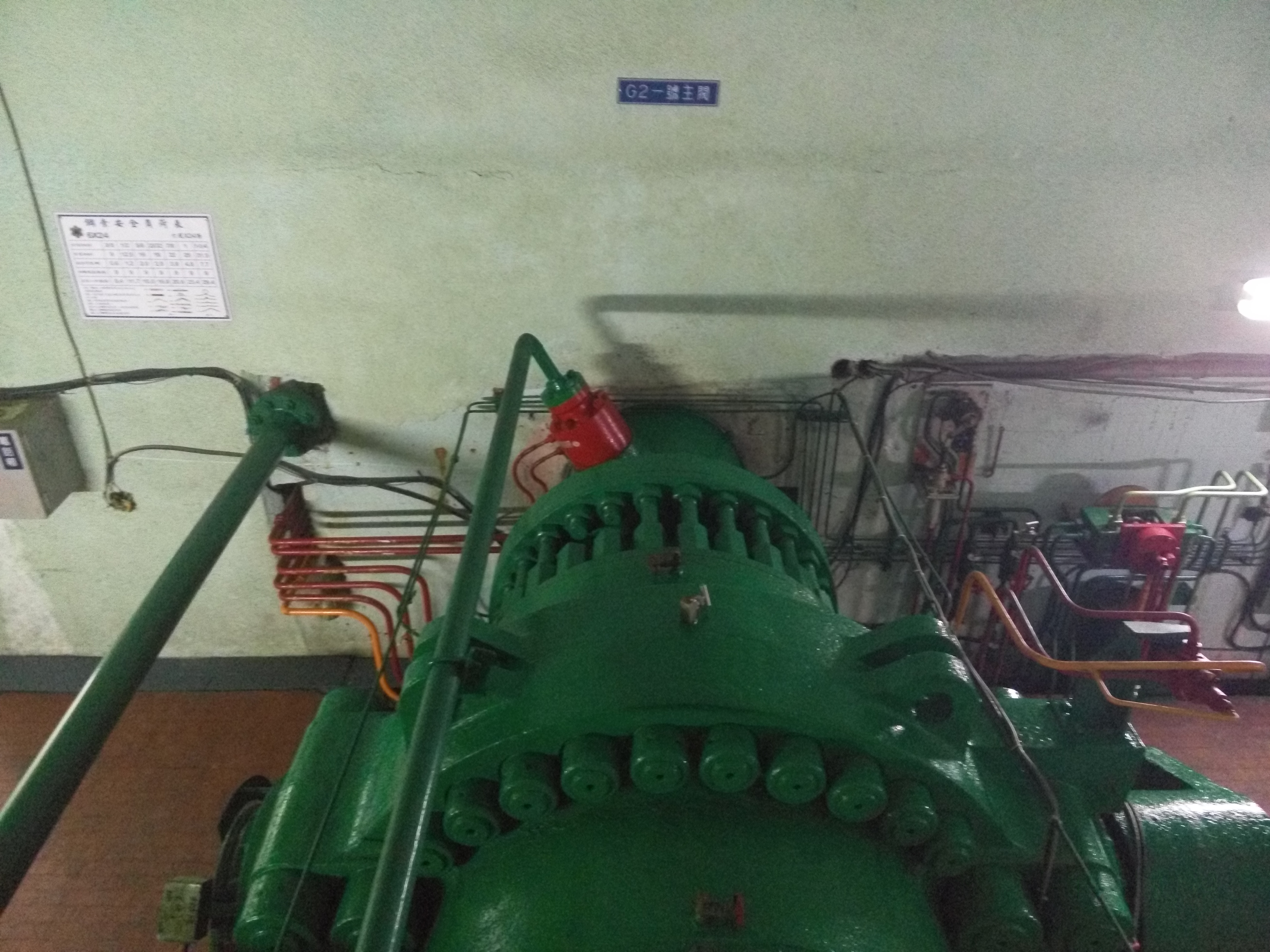
龍澗機組一號發電機第二水車主閥
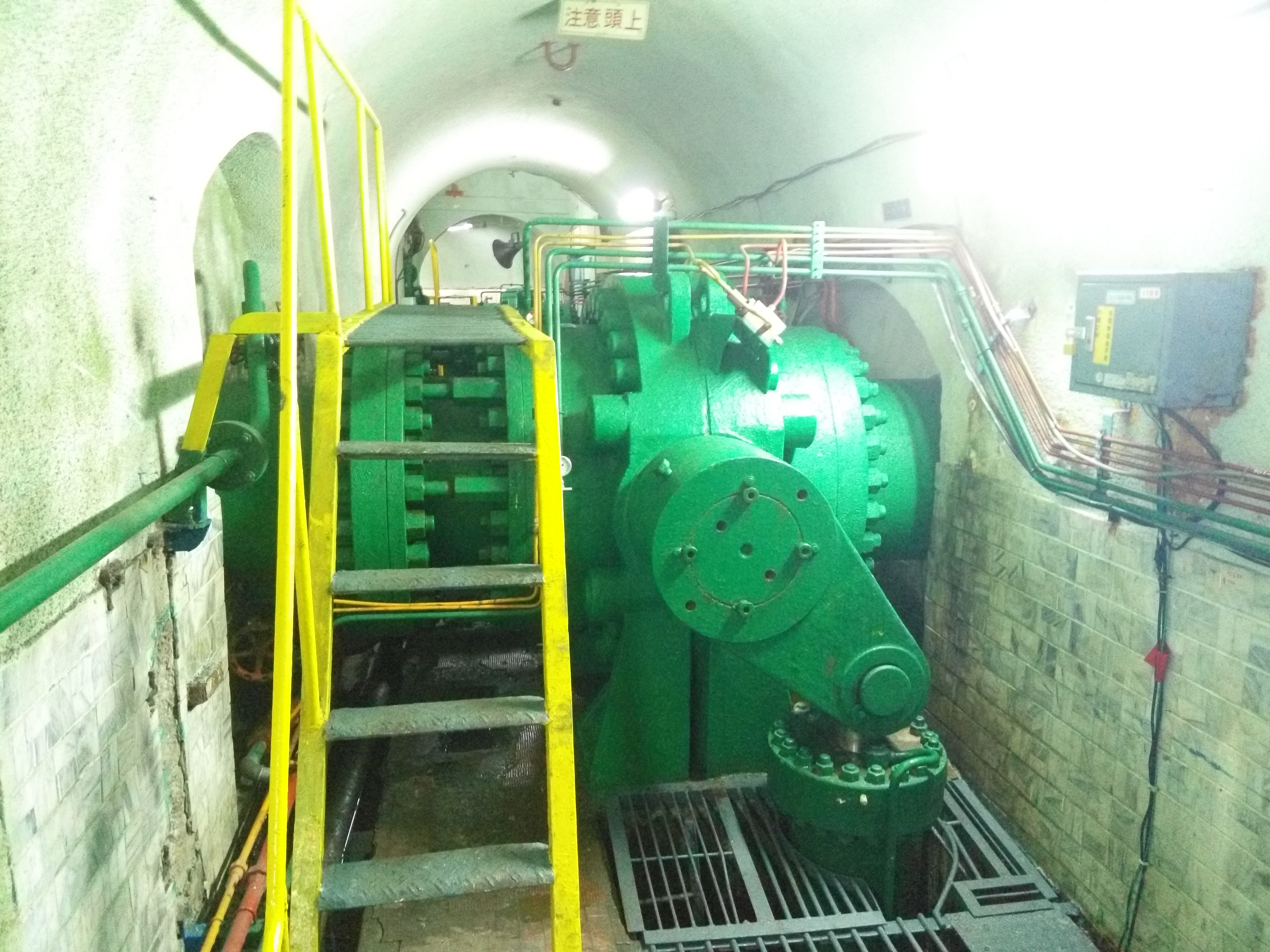
龍澗機組二號發電機兩部水車的主閥
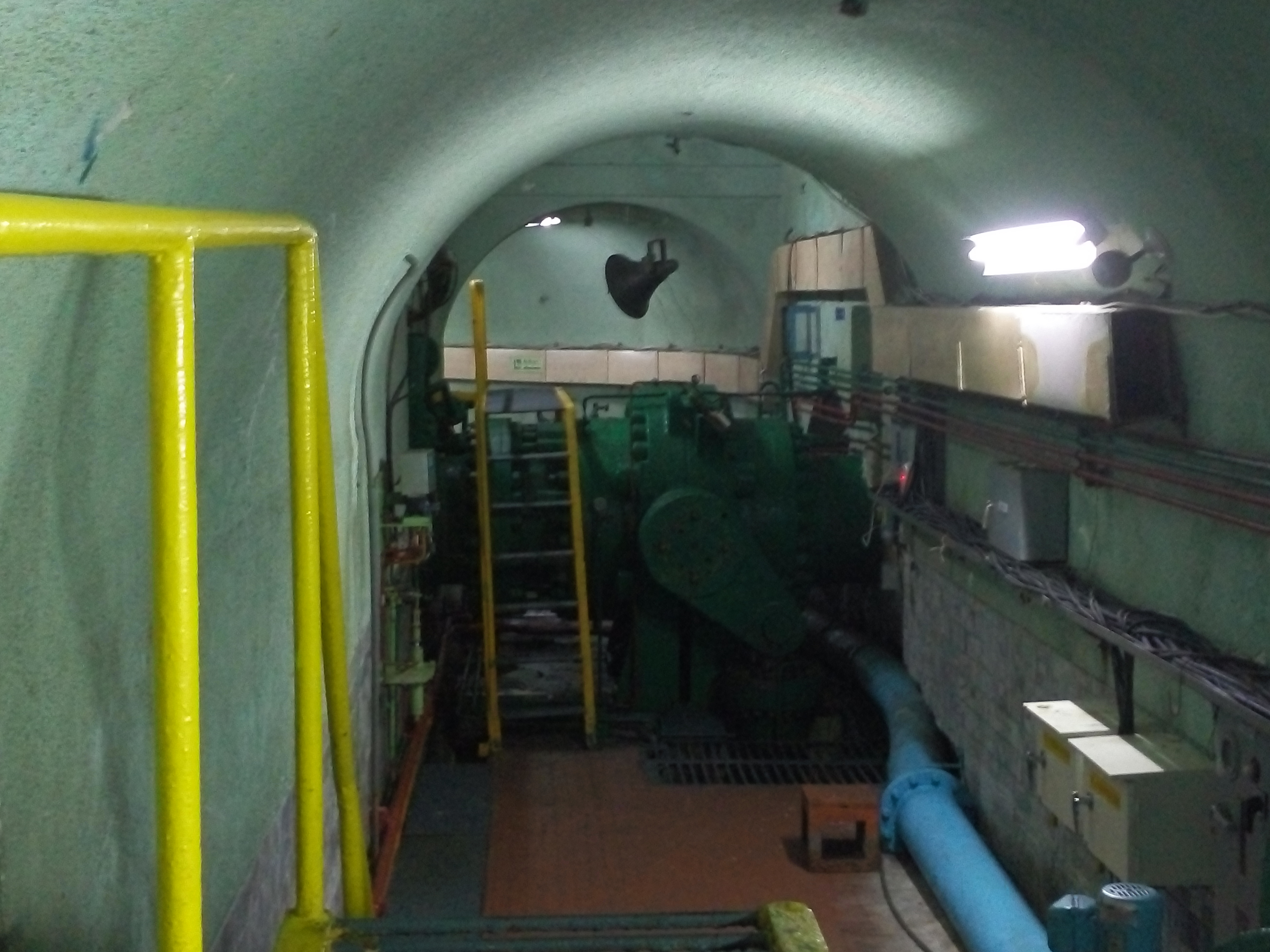
龍澗機組一號發電機兩部水車的主閥
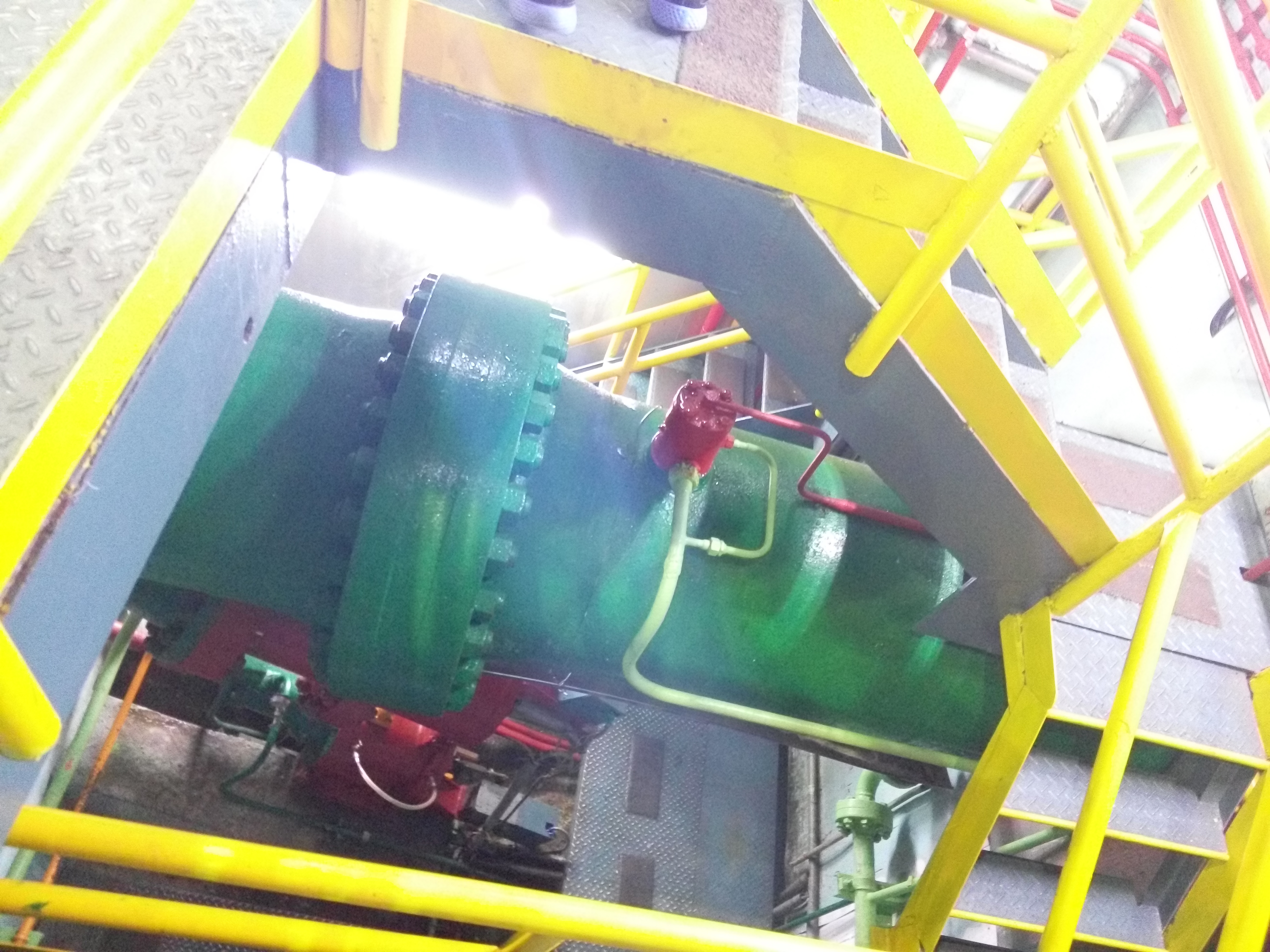
龍澗機組一號發電機第二水車的針閥
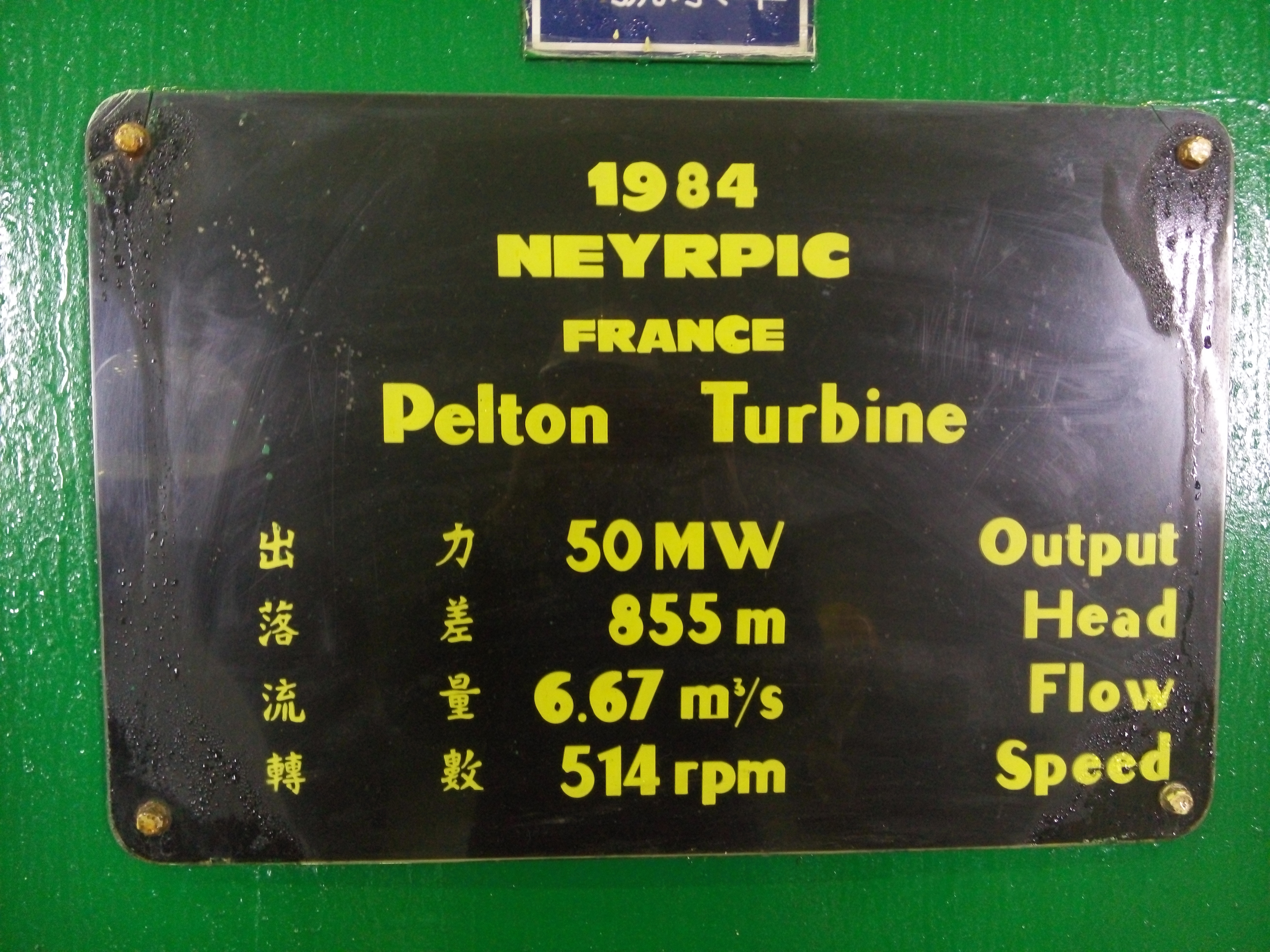
龍澗機組二號發電機一號水車的名牌
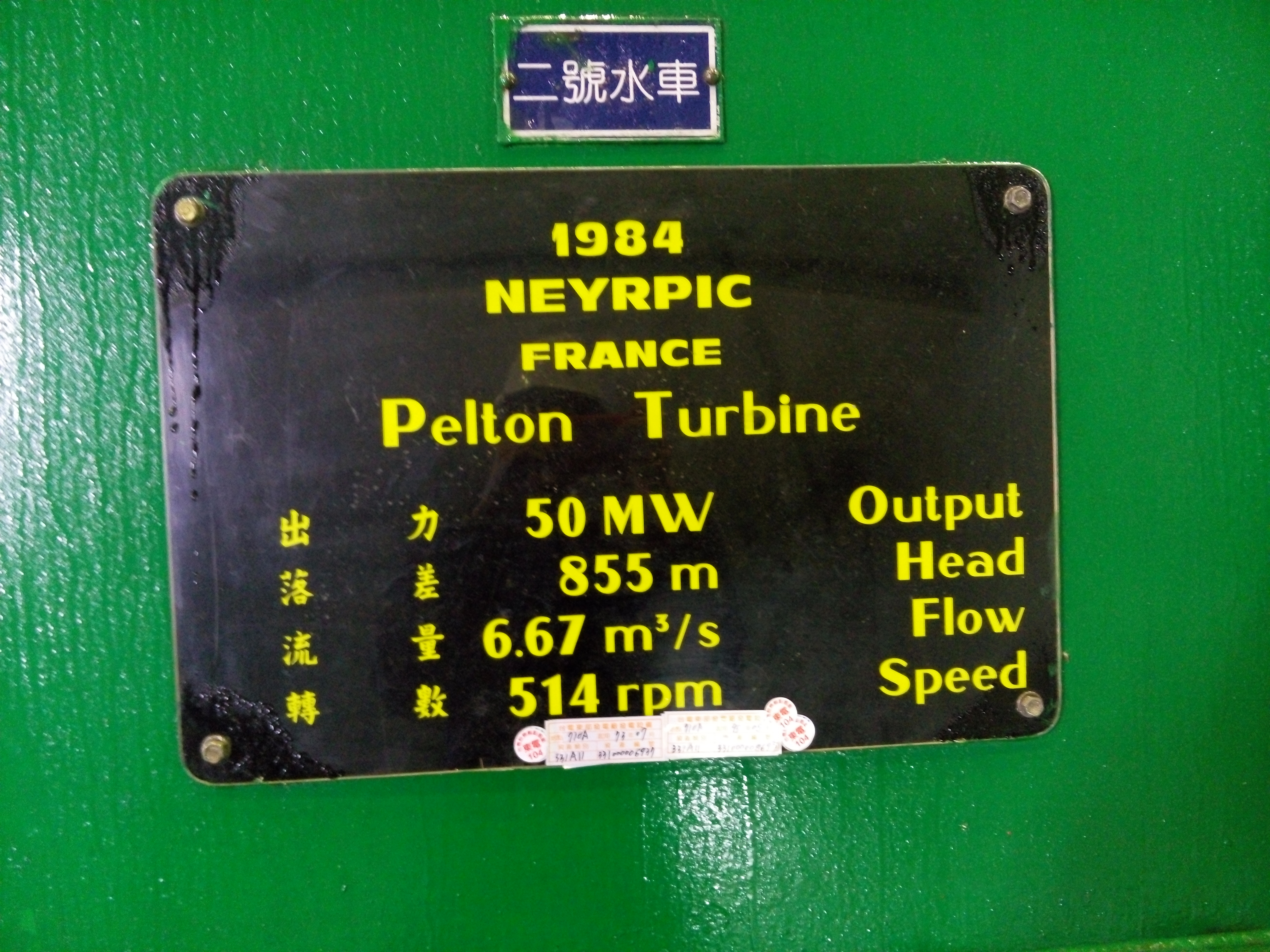
龍澗機組二號發電機二號水車的名牌
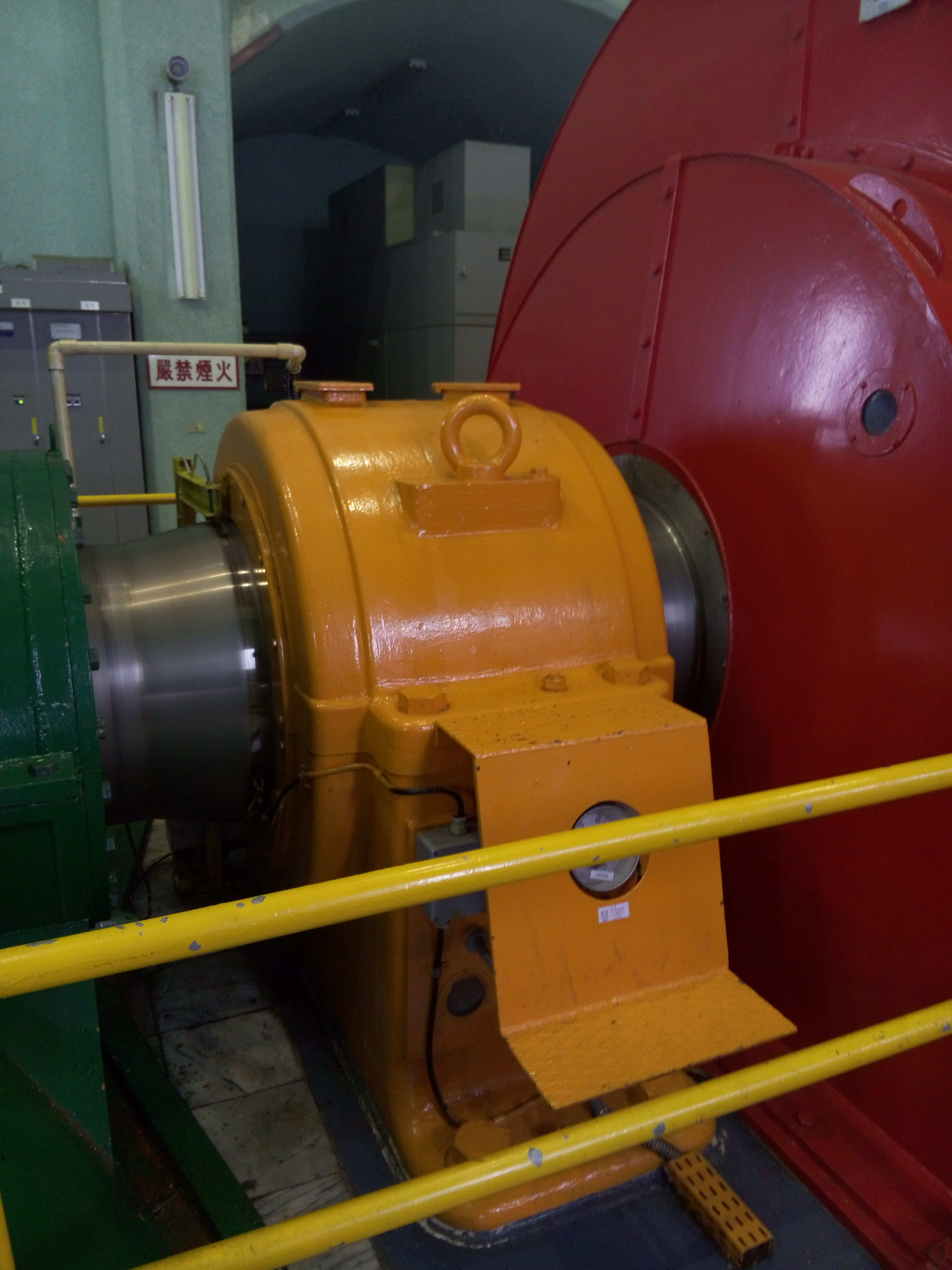
龍澗機組二號發電機調速機
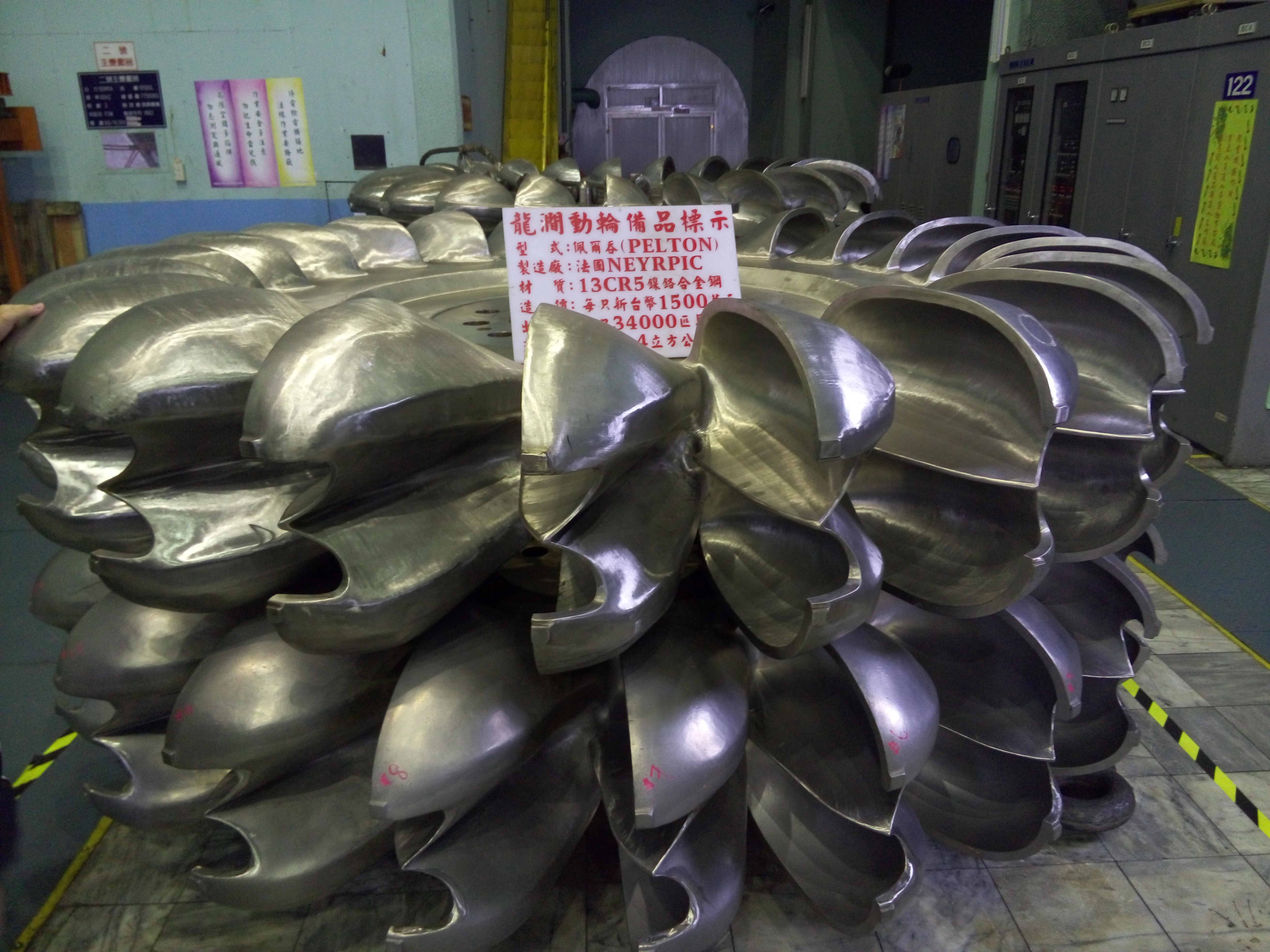
龍澗機組佩爾頓式水輪機動輪，勺子處即為水斗
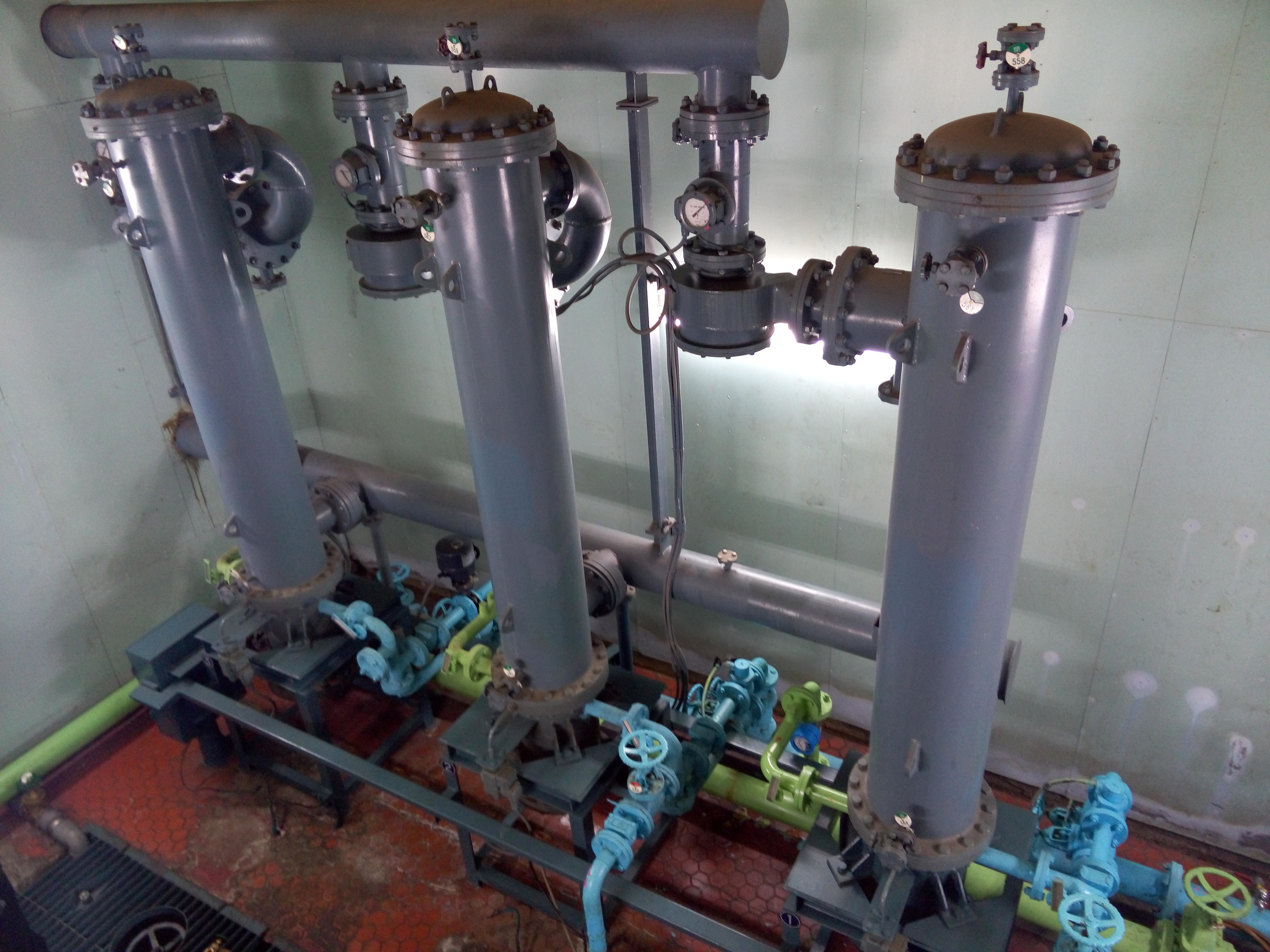
龍澗機組冷卻水設備
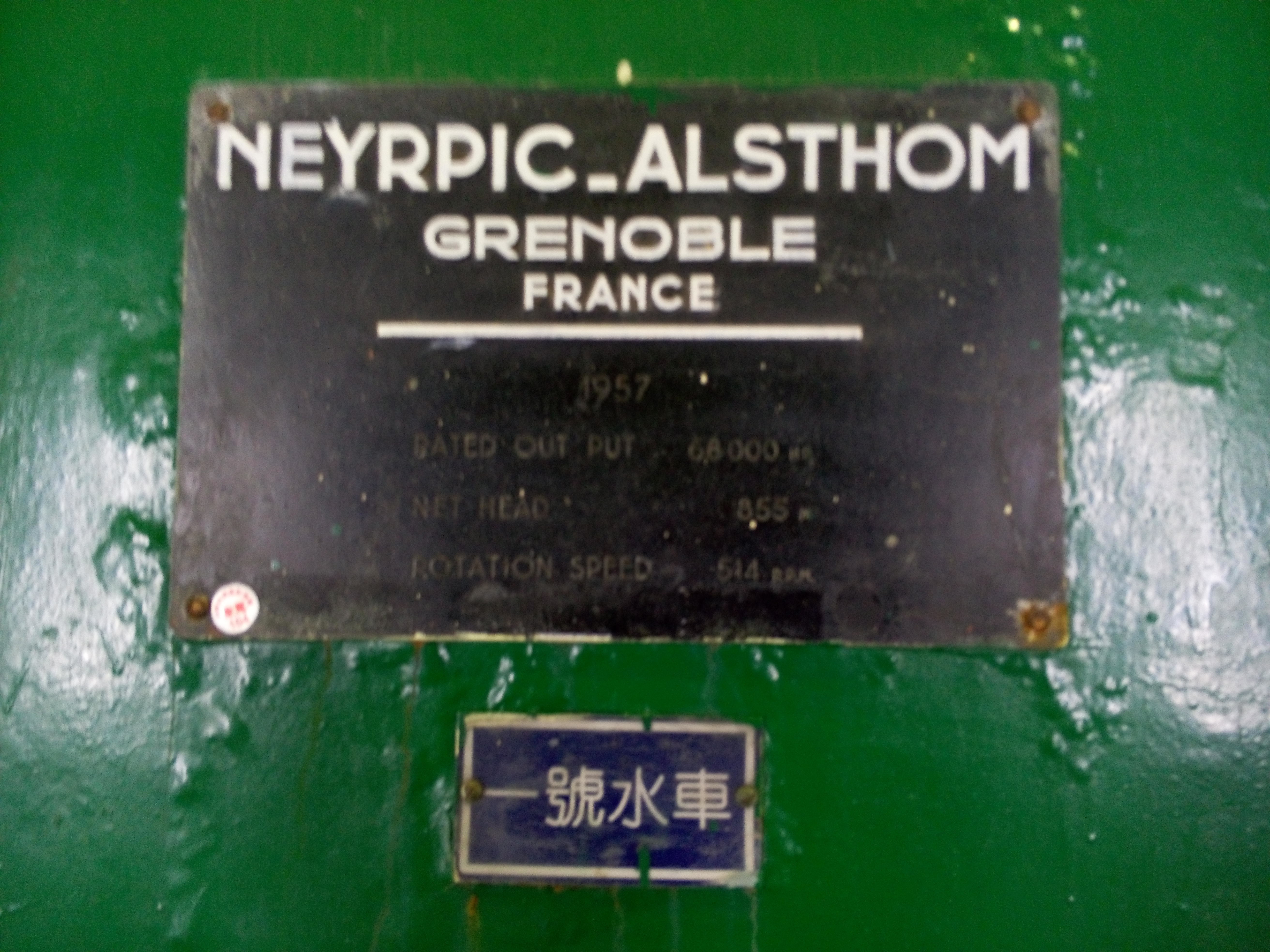
龍澗機組一號發電機第一水車
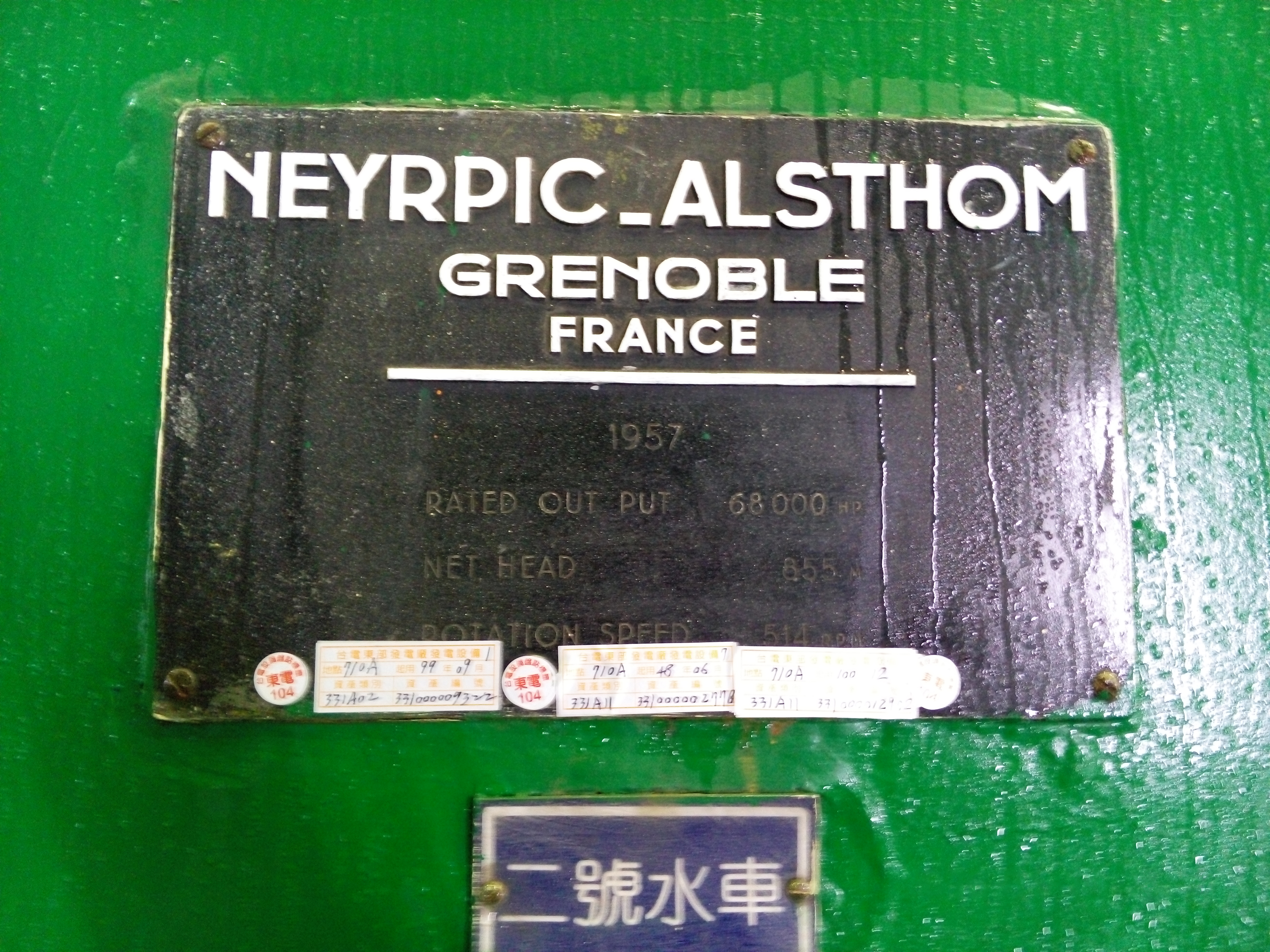
龍澗機組一號發電機第二水車
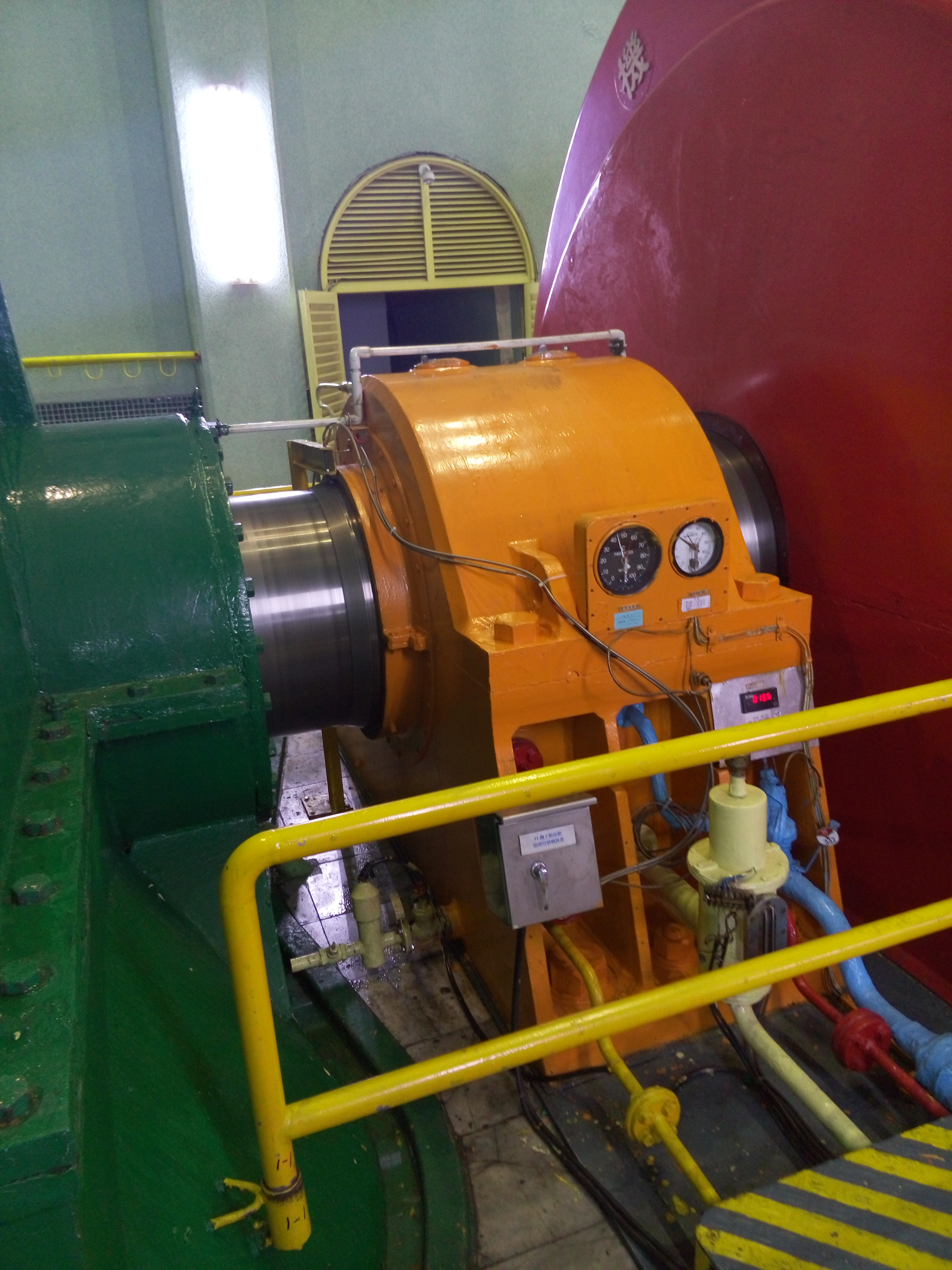
東部發電廠龍澗機組一號發電機調速機

## 鄰近景點
- 萬代峽
- 慕谷慕魚
- 能高越嶺道

## 外部連結
- 東部發電廠簡介 - 台灣電力公司
- 花蓮縣現有水庫壩堰 - 經濟部水利署